# Christian Kinkela
Christian Fuanda Luzolo Kinkela (Kinshasa, 25 maggio 1982) è un calciatore congolese (Repubblica Democratica del Congo), centrocampista del Le Havre Caucriauville.

## Carriera

### Club
Dopo aver giocato con varie squadre di club, nel 2009 si trasferisce all'Ajaccio, squadra con cui conta 69 presenze e 15 reti.

### Nazionale
Nel 2005 ha debuttato con la nazionale congolese.